# (2896) Preiss
(2896) Preiss est un astéroïde de la ceinture principale découvert le 15 septembre 1931 par l'astronome allemand Karl Wilhelm Reinmuth. Le lieu de découverte est Heidelberg (024). Sa désignation provisoire était 1931 RN.
Sa distance minimale d'intersection de l'orbite terrestre est de 0,795591 ua.